# Pseudomonade

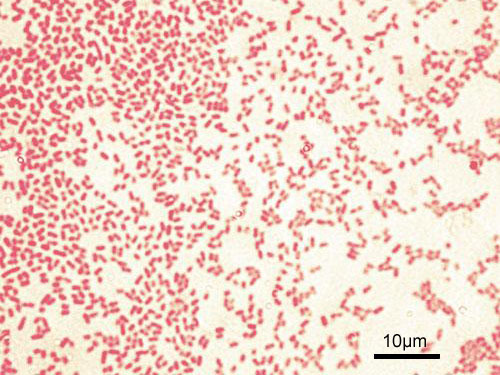
Pseudomonas aeruginosa, bactérie saprophyte

Les bactéries Gram - aérobies strictes ou Pseudomonades de culture « facile » forment un groupe de bactéries très souvent oxydase +.
Ils sont à l'heure actuelle mieux classés grâce à de nombreuses études génétiques ADN-ADN ou ARNr-ADN ce qui a conduit à l'invention de nouveaux genres et familles. Il est toutefois bien délicat de définir une famille des Pseudomonades (Pseudomonadaceae) : la situation reste fort confuse vu la grande diversité du groupe et des études ultérieures permettront très certainement de différencier plusieurs familles. Le genre Pseudomonas (et quelques bactéries proches), qui représente les bacilles Gram négatif aérobies stricts les plus fréquemment rencontrés dans les laboratoires de bactériologie, a subi, du fait de ces remaniements, un éclatement qui a conduit à l'invention de nouveaux genres (voire de nouvelles familles), sur des critères plus génétiques.

## Critères
Les Pseudomonas et bactéries proches sont définis par 7 critères, comme le sont les entérobactéries (avec les mêmes limites dans la définition de ces critères) : 
- Bacilles à Gram négatif
- Non exigeants (de culture facile)
- Oxydase +
- Nitrate Réductase + en général
- Aérobies stricts (ne peuvent pousser qu'en présence de dioxygène)
- Oxydatifs ou Inertes vis-à-vis du glucose (="bacilles non fermentants")
- Très généralement mobiles par une ciliature polaire

On peut également leur attacher d'autres caractéristiques utiles à leur identification : 
- ils possèdent souvent des inclusions de polyhydroxybutyrate pouvant donner une coloration tigrée au Gram.
- certaines espèces produisent une substance extracellulaire muqueuse de nature peu claire (polyosidique) : le slime.
- quelques-unes produisent aussi des pigments fluorescents (pyocyanine, pyoverdine).
- les antigènes O permettent de différencier un certain nombre de sérovars de Pseudomonas aeruginosa, l'agent le plus rencontré dans les infections nosocomiales (infections contractées à l'hôpital).